# Motorland Aragón
Motorland Aragón, även känd som Ciudad del Motor de Aragón, är en racerbana belägen strax utanför Alcañiz i Aragonien, Spanien.

## Banan
Motorland Aragón byggdes under perioden 2007-2008, och designades av bandesignern Hermann Tilke tillsammans med brittiska arkitektfirman Foster and Partners och Formel 1-föraren Pedro de la Rosa. Området innehåller även en teknologisk park, samt ett kulturområde inkluderat hotell och nöjesfält. Huvudsträckningen mäter 5,344 km och har beskrivits som en teknisk bana, med en lång raksträcka som främsta tillfälle för omkörning. 
Banan var huvudkvarter för det amerikanska Formel 1-stallet USF1, som aldrig kom till start som planerat till säsongen 2010.
Den 18 mars 2010 annonserades det att Aragón fått kontrakt att arrangera MotoGP 2010, vilket kom efter att Balatonrings byggande åter blivit fördröjt. Aragonien Grand Prix i roadracing har hållits på banan sedan dess.

## Externa länkar

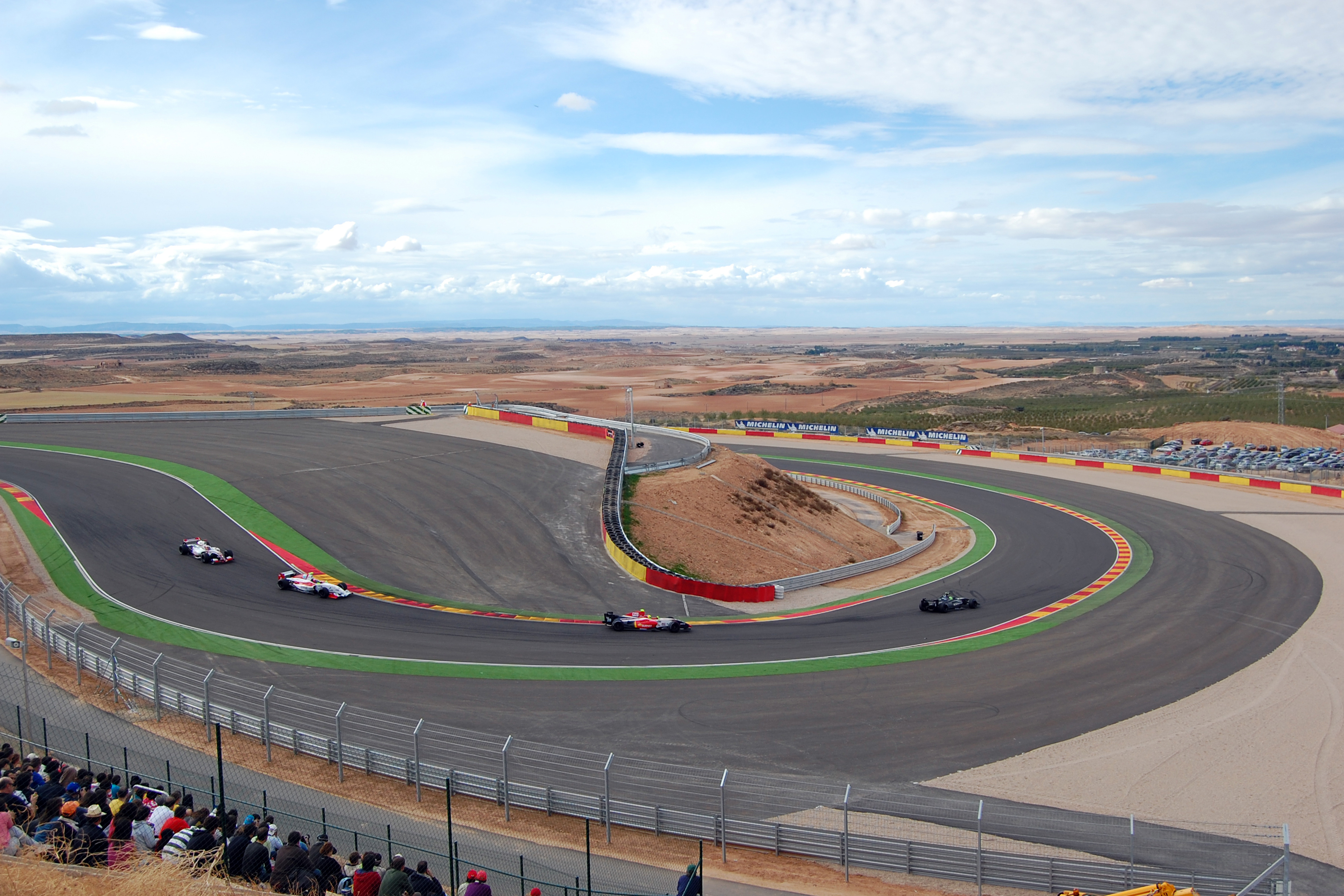
Kurva 9 på Ciudad del Motor de Aragón.